# Die Toten schweigen nicht
Die Toten schweigen nicht ist ein DDR-Dokumentarfilm über die Militärdiktatur in Chile, der 1978 in den Studios von H & S Filme, unter Regie von Walter Heynowski und Gerhard Scheumann entstand.

## Handlung
Die Dokumentation bietet einen tieferen Einblick in Militär und Militärpolitik im Chile der 1970er Jahre. Im Mittelpunkt stehen die Memoiren von Moy de Tohá und Isabel Letelier. Beide wurden zu Witwen, da ihre hochrangigen Ehemänner dem faschistischen Putsch zum Opfer fielen.
Ausführlich geht es um die Persönlichkeit von Augusto Pinochet, der jahrelang als Vertrauter bei den Familien Tohá und Letelier ein häufiger Gast war.

## Hintergrund
Die DDR-Dokumentarfilmer Heynowski/Scheumann produzierten zwischen 1973 und 1977 zehn Filme und weitere Bücher zum Thema Chile, die auch in der Bundesrepublik rezipiert wurden.

## Ausstrahlungen
Die Uraufführung im Kino war am 17. April 1978 im Kosmos-Kino, Berlin. Die Fernseh-Erstausstrahlung erfolgte im 1. Programm des Fernsehens der DDR am 19. April 1978.